# Čedomir Vitkovac
Čedomir Vitkovac, (en serbe : Чедомир Витковац), né le 28 octobre 1982, à Kruševac, en République fédérative socialiste de Yougoslavie, est un joueur serbe de basket-ball. Il évolue au poste d'ailier. 

## Biographie
Il est nommé MVP (meilleur joueur) de la 1re et de la 3e journée du Top 16 de l'EuroCoupe 2012-2013.